# Halictus persephone
Halictus persephone är en biart som beskrevs av Ebmer 1976. Halictus persephone ingår i släktet bandbin, och familjen vägbin. Inga underarter finns listade i Catalogue of Life.